# 阮福洽
文郡公阮福洽（越南语：／；1563年後？—？），廣南阮主第一代領袖阮潢的第七子。
阮福洽生母為無考，成長後任職掌奇，後來以軍功封文郡公。永祚二年（1620年），阮福洽和弟弟阮福澤陰謀推翻文王阮福源，並連絡鄭主鄭梉作內應，約定事成後分割其土。鄭梉派都督阮啓率五千人屯兵日麗海口為接應，但掌奇阮福宣（阮河之子）來到令他不敢前進。
阮福源與各將領相討對策時，阮福洽和阮福澤二人慫恿文王令阮福宣出擊；阮福宣得悉其陰謀，向文王表示如他離開恐怕有內變，最後阮福源派掌營尊室衛防守。阮福洽二人見陰謀失敗，就佔據愛子庫叛亂。阮福源派人相勸，他們不聽，就以阮福宣做先鋒討伐二人。
阮福宣平定叛亂，捉拿阮福洽和阮福澤獻給阮福源。他本來想赦免二人，惟各將領都認為要依法處置，於是將二人囚禁，最終死在獄中。
阮福洽有後裔，在明命十年（1829年）降俸祿一半；明命十四年（1833年）削去尊室籍，改姓阮順氏。